# 存款账户
存款账户是一种活期存款账户、现金往来账户，或任何一种允许账户持有人存入或取出现金的银行账户。该账户的交易往来被记录在银行的账户上，其中余额被视为银行的负债，也就是银行对于账户持有人的欠款。一些银行会为此服务收取费用，而另外一些银行则可能会对客户存入的现金支付利息。

## 主要类型

### 现金往来账户
现金往来账户（Transactional Account），在英联邦亦称为“现金账户（Current Account）”，而在美国则被称为“支票账户（Checking Account）”，在德国被称为Girokonto。现金往来账户是一种在银行或其他金融机构开设的账户，它按照客户需求提供不同渠道的安全、快速、频繁的支付需求。由于这些资金大多是在银行账户之间往来，因此也被称为银行票据账户，但是不包括可转让支付命令帐户。

### 货币市场账户
货币市场账户是一种需要银行支付利息的存款账户，提款时需要临时通知（也有部分银行不需要）。它是美国即时存款账户的一种，受到美国联邦储蓄账户法规的约束，例如每个月有交易限制。

### 活期存款账户
活期存款账户是一种由零售银行支付利息并维护的银行账户，但是账户内的资金不能直接当做现金使用（例如通过支票支付）。虽然活期储蓄账户不能当作支票账户使用，但是它依然可以一边保持客户的流动资金，另一边为客户提供利息收益。

### 定期存款账户
定期存款账户是一种无法在与银行约定期限内或一段时间内提款的银行存款账户。当期限结束后，该账户可以撤销，或者改存其他形式（包括定期存款）。一般来说，存款期限越长，利息收益越高。

### 通知存款账户
通知存款账户是一种可有自由取款却不受处罚的银行活期储蓄账户。通常它也有一定的利息，但是同时也有最低存款余额的限制。